# سینما فردوسی (بیرجند)
سینما فردوسی یک سینما در شهر بیرجند، ایران است.این سینما بزرگترین و پرظرفیت ترین سینمای بیرجند بوده و بیشترین متقاضی را در شهر دارد. همچنین نسبت به دیگر سینمای بیرجند یعنی سینما بهمن بیرجند از محبوبیت و شهرت بالاتری در بیرجند برخوردار است. سینما فردوسی تاکنون محل اجرای کنسرت چندین خواننده مانند مهدی یراحی و مازیار فلاحی نیز بوده است. این سینما در سال ۱۳۹۹ به امکانات بیشتری مانند یک بوفه بزرگ، کافی شاپ و کتابخانه ای کوچک نیز مجهز شد. همچنین دکوراسیون داخلی و صندلی ها نیز شکل و شمایلی جذاب تر به خود گرفتند.